# Octomeria parvula
Octomeria parvula är en orkidéart som beskrevs av Charles Schweinfurth. Octomeria parvula ingår i släktet Octomeria och familjen orkidéer. Inga underarter finns listade i Catalogue of Life.